# Дніпрова вулиця (Київ, Дарницький район)
Дніпро́ва ву́лиця — вулиця в Дарницькому районі міста Києва, у межах села Позняки. Пролягає як відгалуження в бік приватного сектору від Зовнішньої вулиці, в районі озера Жандарка. Раніше прилучалась до Тальнівської вулиці. Прилучається до Дніпровського провулку.  

## Історія
Дніпрова вулиця виникла у 50-і роки XX століття. Станом на 2012 рік подальше існування вулиці знаходиться під питанням через активне будівництво 2-го мікрорайону Позняків. Однак існує наразі повністю.